# Eurídome (satélite)
Eurídome (Ευριδομη griego), o Júpiter XXXII, es un satélite retrógrado irregular de Júpiter. Fue descubierto por un equipo de astrónomos de la Universidad de Hawái dirigidos por Scott S. Sheppard, en el año 2001, y recibió la designación provisional de S/2001 J 4.

Eurídome tiene unos 3 kilómetros de diámetro, y orbita a Júpiter a una distancia media de 23,231 Millones de km en 723.359 días, a una inclinación de 149 º a la eclíptica (147 ° al ecuador de Júpiter), en una dirección retrógrada y con una excentricidad de 0.3770.
Fue nombrado en octubre de 2002 como Eurídome, uno de los amoríos de Zeus (Júpiter).
Pertenece al grupo de Pasífae, compuesto por los satélites irregulares retrógrados de Júpiter en órbitas entre los 23 y 24 millones de km y en una inclinación de alrededor de 165°.